# Кириллов, Борис Павлович
Борис Павлович Кириллов (1908—1971) — советский хирург, доктор медицинских наук, профессор, заслуженный деятель науки РСФСР.
Родился 24.01.1908 г.
Окончил Астраханский медицинский институт (1930).
С 1936 г. ассистент кафедры оперативной хирургии Ивановского медицинского института, затем кафедры госпитальной хирургии Свердловского медицинского института. Во время войны — ведущий хирург госпиталя.
С августа 1951 года заведующий кафедрой госпитальной хирургии Рязанского медицинского института им. И. П. Павлова.
Доктор медицинских наук (1950, тема диссертации «Огнестрельные ранения крупных суставов»).
Заслуженный деятель науки РСФСР (1970).
Сочинения:
- Проблема компенсации кровоснабжения органов путем создания анастомозов: Актовая речь.- Рязань, 1963.- 19с;
- Создание дополнительного окольного кровообращения в эксперименте и клинике.- М., 1960.- 140с.

Умер 10 мая 1971 года. Похоронен на Скорбященском кладбище Рязани на аллее почётных захоронений.